# Bátonyterenyei kistérség
A Bátonyterenyei kistérség egy kistérség volt Nógrád megyében, központja Bátonyterenye volt. 2014-ben az összes többi kistérséggel együtt megszűnt.
Nógrád megye keleti részén, az Északi-középhegység két nagy hegyvonulata, a Cserhát és a Mátra találkozásánál feküdt.
A tájat éppen e két tájegység, a Cserhát lágy vonulatai és a Mátra vulkánikus eredetű hegycsúcsai teszik változatossá. Az önmagában két egymástól jól elkülöníthető egység, melyeket a 21-es főút választ el egymástól, a Cserhát déli oldalán található Kis-Zagyva völgyéből és a Mátra északi oldalán fekvő mátrai településekből tevődik össze. Bár természeti egységektől tagolt a térség, közös múltjuk, hagyományaik, adottságaik és a jövőbe vetett közös elképzeléseik szoros kapocsként fűzik őket össze.

## Települései
| Bátonyterenye  | Dorogháza  | Kisbárkány   | Lucfalva      | Márkháza    |
| Mátramindszent | Mátranovák | Mátraterenye | Mátraverebély | Nagybárkány |
| Nagykeresztúr  | Nemti      | Sámsonháza   | Szuha         |             |